# SH-05E
スマートフォン for ジュニア SH-05E（スマートフォン フォー ジュニア エスエイチゼロゴイー）は、シャープによって開発された、NTTドコモの第3.9世代移動通信システム（Xi）と第3世代移動通信システム（FOMA）とのデュアルモード端末である。スマートフォン for ジュニアシリーズのひとつ。

## 概要
スマートフォンとしては業界初の小中学生用端末で、主なターゲットは小学校4年生から中学1年生としている。ベースとなった機種はAQUOS PHONE si SH-01Eである。
主な制限機能としてWebサイトへのアクセスとダウンロードを制限するspモードフィルタ、あらかじめ登録した相手とだけやり取りできる電話帳・メール利用制限などが用意される。また、端末全体の利用を深夜や登校中など時間帯を指定して制限できる利用時間制限機能や、通話時間制限機能のほか、利用した累計時間が設定値に到達すると端末の利用を制限する機能も用意されている。SNSの利用制限に関しては、spモードフィルタを設定した場合はFacebookの利用が不可となる。ちなみに、mobageやGREE等に関してはEMA（モバイルコンテンツ審査・運用監視機構）の認定を受けており、初期設定ではアクセスできるが、保護者が個別に指定することでアクセスを制限することも可能である。なお、LINEは後述のとおりアプリで提供されるサービスのため利用不可となる。
本機はらくらくスマートフォン同様Googleアカウントを利用しないため、Google Play及びdマーケットには非対応となっており、アプリの追加が不可能となっている。そのため、基本的にはプリインストールアプリのみ利用することとなる。故にGoogleのサービス全般の利用も不可となっている。
ワンセグ・モバキャス・ドコモメールには非対応。さらに無線LANも非搭載となっているが、ドコモはspモードフィルタの適用が技術的に難しいのが理由としている。

## 搭載アプリ
メッセージ

dメニュー

しゃべってコンシェル

災害用キット

spモードメール

ドコモ電話帳

地図アプリ

ブラウザ

カメラ

電卓

SHツール

コンテンツマネージャー

Music'n Player

おまかせアルバム

ギャラリー

電子辞書GALAPAGOS Jr.

辞書

モンスターハンターDH

つみねこ

どうぶつしょうぎ

MY NUMBER PLACE

Klondike

大なり小なり

あんぜん教室

おこづかい帳

時間割

ドコモゼミ　学習ナビ

Documents To Go

カレンダー

メモ帳

時計

ICタグ・バーコードリーダー

取扱説明書アプリ（eトリセツ）

マクドナルド（ジュニア）

おサイフケータイ

iDアプリ

SDカードバックアップ

ちょこっと通知

## 主な機能
| 主な対応サービス                                 | 主な対応サービス                         | 主な対応サービス                       | 主な対応サービス                                            |
| ------------------------------------------------ | ---------------------------------------- | -------------------------------------- | ----------------------------------------------------------- |
| タッチパネル／加速度センサー                     | Xi／FOMAハイスピード                     | Bluetooth                              | DCMX／おサイフケータイ／NFC／かざしてリンク／赤外線／トルカ |
| ワンセグ／モバキャス                             | メロディコール                           | テザリング                             | WiFi                                                        |
| GPS                                              | ドコモメール／電話帳バックアップ         | デコメール／デコメ絵文字／デコメアニメ | iチャネル                                                   |
| エリアメール／ソフトウェアーアップデート自動更新 | デジタルオーディオプレーヤー(WMA)(MP3他) | GSM／3Gローミング（WORLD WING）        | フルブラウザ／Flash Player                                  |
| Google Play／dメニュー／dマーケット              | Gmail／Google Talk／YouTube／Picasa      | バーコードリーダ／名刺リーダ           | ドコモ地図ナビ／Google Maps／ストリートビュー               |

## 歴史
- 2013年1月10日 - NTTドコモより発表。
- 2013年1月23日 - 事前予約開始。
- 2013年2月1日 - 発売開始[3]。

## アップデート
2013年3月18日のアップデート
- スリープモード中に携帯電話本体がフリーズする場合がある不具合を修正する。
- ブラウザでファイルをダウンロードする際にまれにダウンロードに失敗する場合がある不具合を修正する。
- ビルド番号が01.00.03になる。

2013年4月10日のアップデート
- 位置情報関連の機能追加
  - イマドコサーチのブザー検索、電源OFF検索、ちょこっと通知検索への対応。
  - 利用開始前に「ドコモ位置情報」アプリの利用規約への同意など各種設定が必要になる。
- モバイルSuicaへの対応。

2013年8月20日のアップデート
- オールリセット実施時、携帯電話（本体）が再起動後に正常に起動できない場合がある不具合を修正する。
- ビルド番号が01.00.02、01.00.03、01.00.05から01.00.06になる。

2014年4月14日のアップデート
- デバイス管理機能にて「無効にする」を選択しても、設定が反映されない場合がある不具合を修正する。
- ビルド番号が01.00.02、01.00.03、01.00.05、01.00.06から01.00.07になる。

2014年9月1日のアップデート
- カメラアプリで撮影した画像に位置情報が付与されない場合がある不具合を修正する。
- ビルド番号が01.00.02、01.00.03、01.00.05、01.00.06、01.00.07から01.00.08になる。